# مقاطعة كنوكس (تينيسي)
مقاطعة نوكس  (بالإنجليزية: Knox County, Tennessee)‏ هي إحدى مقاطعات ولاية تينيسي في الولايات المتحدة. ، بلغ عدد سكانها 432226 نسمة في عام 2010 حسب إحصاء مكتب تعداد الولايات المتحدة وتصل الكثافة السكانية فيها 290 نسمة/كم2.

## أعلام
- جيمس الكسندر فولر
- لويد برانسون